# Mattia Sprocati
Mattia Sprocati (Monza, 28 de abril de 1993) es un futbolista italiano que juega de delantero en el FC Südtirol de la Serie B.

## Clubes
| Club                  | País   | Año       |
| --------------------- | ------ | --------- |
| Pavia                 | Italia | 2011-2012 |
| Parma (cedido)        | Italia | 2012      |
| Parma                 | Italia | 2012-2015 |
| Reggiana (cedido)     | Italia | 2012-2013 |
| Perugia (cedido)      | Italia | 2013-2014 |
| Crotone (cedido)      | Italia | 2014-2015 |
| Pro Vercelli (cedido) | Italia | 2015      |
| Pro Vercelli          | Italia | 2015-2017 |
| Salernitana (cedido)  | Italia | 2017      |
| Salernitana           | Italia | 2017-2018 |
| Lazio                 | Italia | 2018-2019 |
| Parma (cedido)        | Italia | 2018-2019 |
| Parma                 | Italia | 2019-2021 |
| FC Südtirol           | Italia | 2022-Act. |